# Bruckfleisch

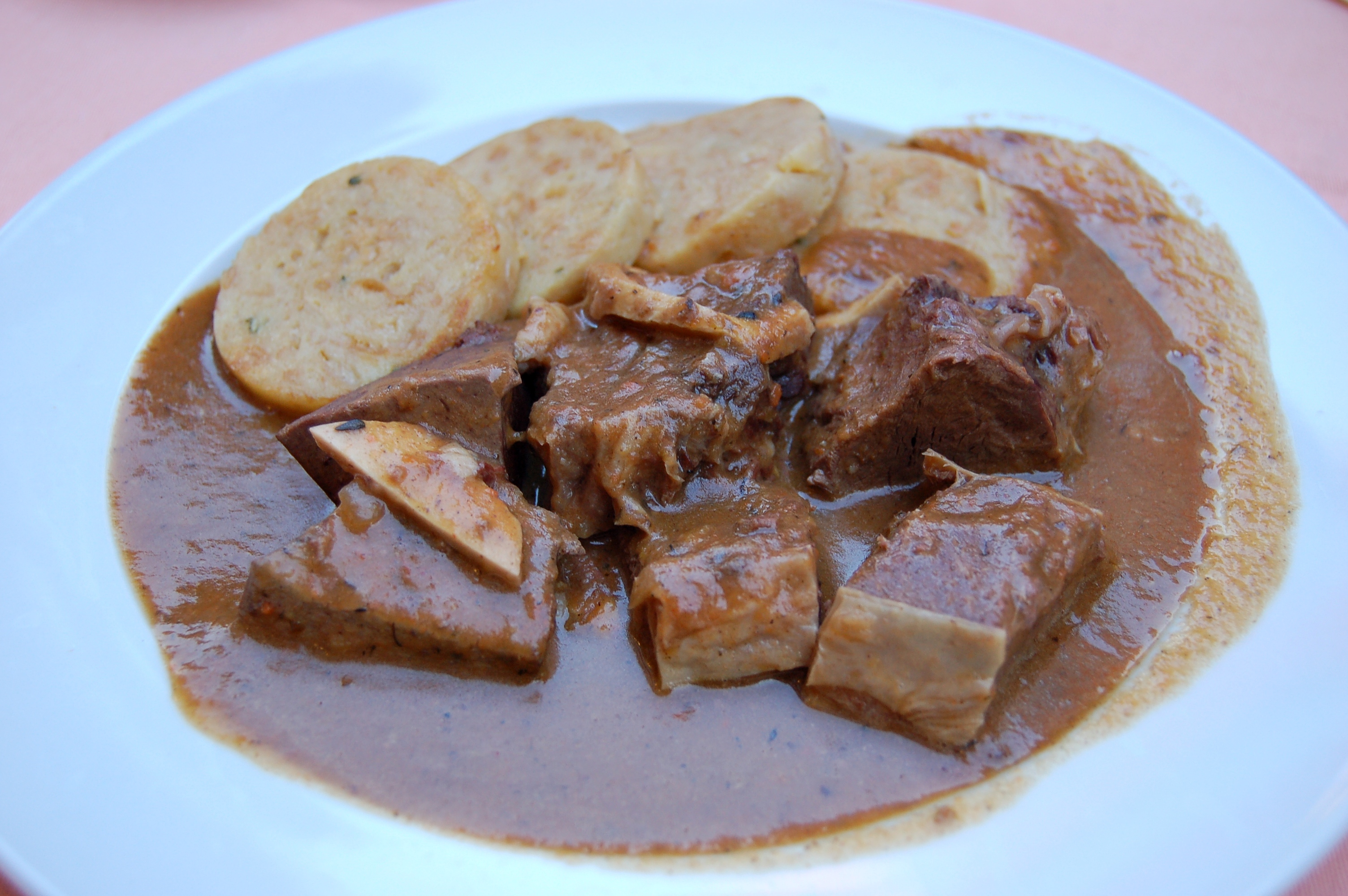
Wiener Bruckfleisch mit Serviettenknödel

Bruckfleisch ist eine vorwiegend aus geschmorten Innereien bestehende Spezialität der österreichischen Küche. Es wird ähnlich wie Wiener Gulasch zubereitet und ist ein ebenso traditionsreiches Wirtshausessen.

## Zubereitung
Zur Zubereitung werden zuerst Wurzelwerk und Zwiebeln kleingeschnitten, kräftig angeröstet, blättrig geschnittenes Kronfleisch (Zwerchfell) hinzugegeben und angebraten, mit Wasser oder Fleischbrühe abgelöscht, und alles mit geschnittenen Herzröhren (Liechteln) geschmort. Gewürzt wird je nach Rezept mit Pfefferkörnern, Majoran, Lorbeer, Wacholderbeeren, Knoblauch, Basilikum, Thymian und Rosmarin. Dann werden nach und nach weitere geschnittene Innereien wie Niere, Milz, Leber und Kalbsbries hinzugegeben. Vor Zugabe dieser empfindlicheren Innereien wird die Sauce passiert und eventuell mit etwas Essig oder Rotwein ergänzt. Wenn alles gar ist, wird die Sauce mit etwas Mehl und Butter (traditionell auch mit Blut) leicht gebunden. Übliche Beilage sind Semmel- oder Serviettenknödel.
Bruckfleisch sollte möglichst vom Vortag aufgewärmt serviert werden, da sich dadurch der Geschmack verbessert.

## Namensherkunft
Benannt ist das Bruckfleisch nach der Schlacht- bzw. Schlagbrücke (Schlagbruckn), an der man direkt beim Schlachter die frischen Innereien kaufen konnte (Kleinfleisch: Bries, Herz, Herzkranzl, Aorta, Kronfleisch, Leber, Milz, Stichfleisch).